# 장수말벌
장수말벌(영어: Asian giant hornet, 학명: Vespa mandarinia 베스파 만다리니아[*])은 말벌과의 곤충으로, 지금까지 알려져 있는 종류 중 가장 거대한 말벌이다. 동아시아의 온대-열대기후 지역에 자생한다. 낮은 야산과 삼림을 서식지로 선호하며, 탁 트인 개활지나 너무 높은 산악지역은 피한다. 장수말벌은 땅굴을 파서 그 안에 벌집을 마련하는데, 대개 땅굴은 설치류 따위 다른 동물이 쓰다 버린 것을 재활용한다. 또는 소나무 같은 큰 식물의 뿌리가 썩어서 구멍이 난 공간을 활용하기도 한다. 주식은 다른 곤충, 나무 수액, 과일, 그리고 꽃벌류의 벌집에서 털어온 벌꿀이다. 몸 길이는 35-45 밀리미터, 날개 편 길이는 75 밀리미터, 독침 길이는 6 밀리미터에 달하여 한 번에 많은 양의 독액을 주입한다.
영국에서는 등검은말벌과, 대한민국과 일본에서는 좀말벌과 혼동되는 경우가 잦다.

## 분류학 및 계통발생론

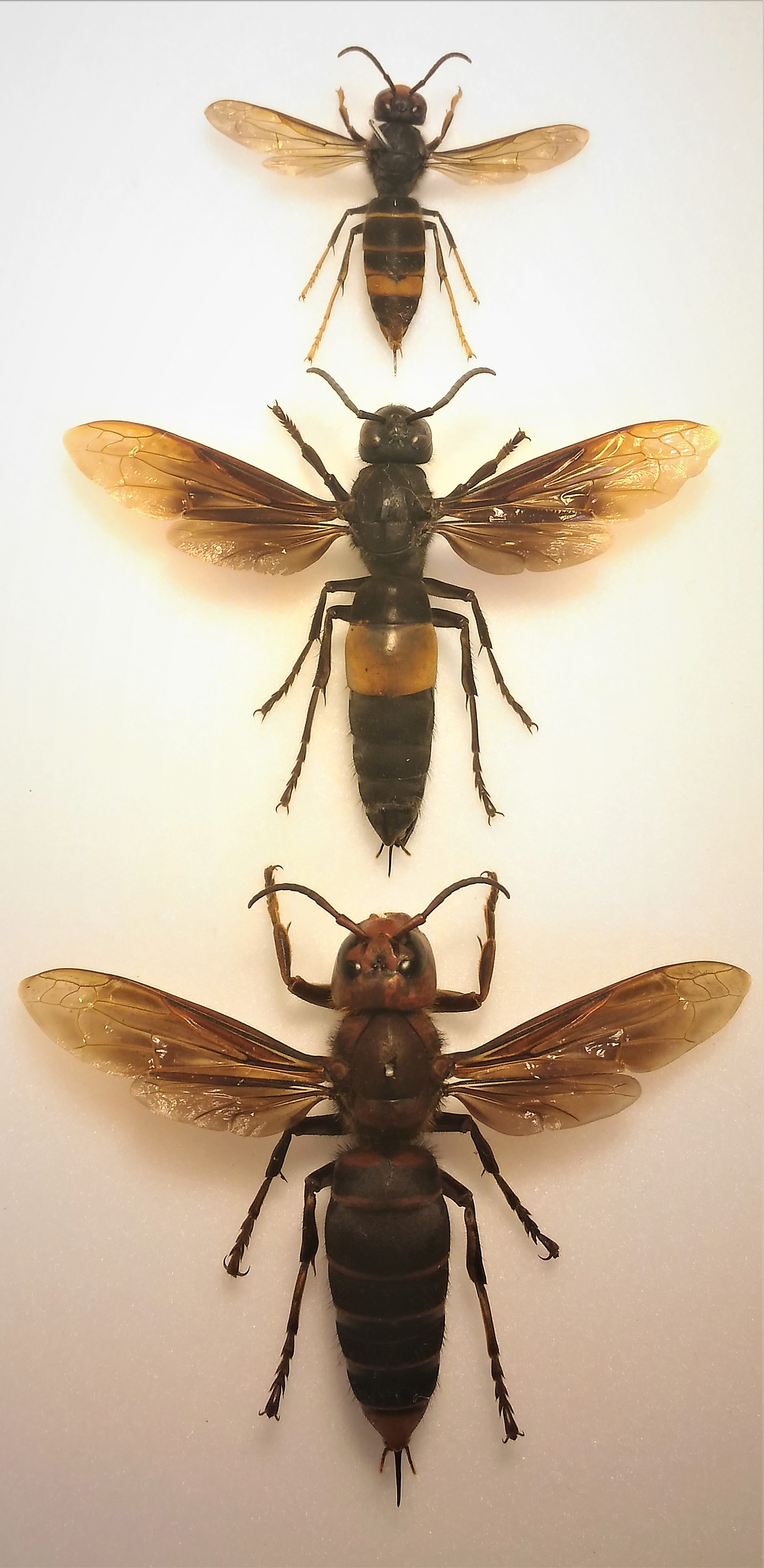
위에서부터 등검은말벌, 열대말벌, 장수말벌(V. m. magnifica).

장수말벌은 말벌속에 속하며, 장수말벌은 다른 말벌(hornet) 일곱 종과 함께 열대말벌 종군(Vespa tropica species group)을 이룬다. 열대말벌 종군은 수컷의 제7복갑 가장자리 선단에 톱니가 하나 있는 종들의 군으로 정의된다. 그 가운데 장수말벌과 가장 가까운 종은 Vespa soror라는 종이다. 또한 암컷의 두순 가장자리 선단이 삼각형인 것도 기준이 된다. 두 종은 두순(clypeus, 머리방패)이 크고 삽입기(Aedeagus) 모양이 뚜렷하다는 점도 비슷하다. 말벌속을 여러 아속으로 나눠보려는 시도는 예전부터 이루어진 바 있으나, 종들 사이의 해부학적 유사성과 행동학적 유사성을 계통발생학과 결부시킬 수 없었기 때문에 결렬되었다.
2012년 장수말벌의 아종은 3아종이 인정되고 있다. 동중국, 한국, 러시아, 일본에 사는 승명아종 V. m. mandarinia Smith, 1852, 서중국, 인도, 네팔, 버마, 라오스, 말레이반도에 사는 V. mandarinia magnifica Smith, 1852, 타이완에만 사는 V. mandarinia nobilis Sonan, 1929 3아종이 그것이다. 과거에는 일본에 서식하는 장수말벌을 따로 V. mandarinia japonica로 지정했으나 1997년 이 아종은 폐기되었다.

## 신체 특징

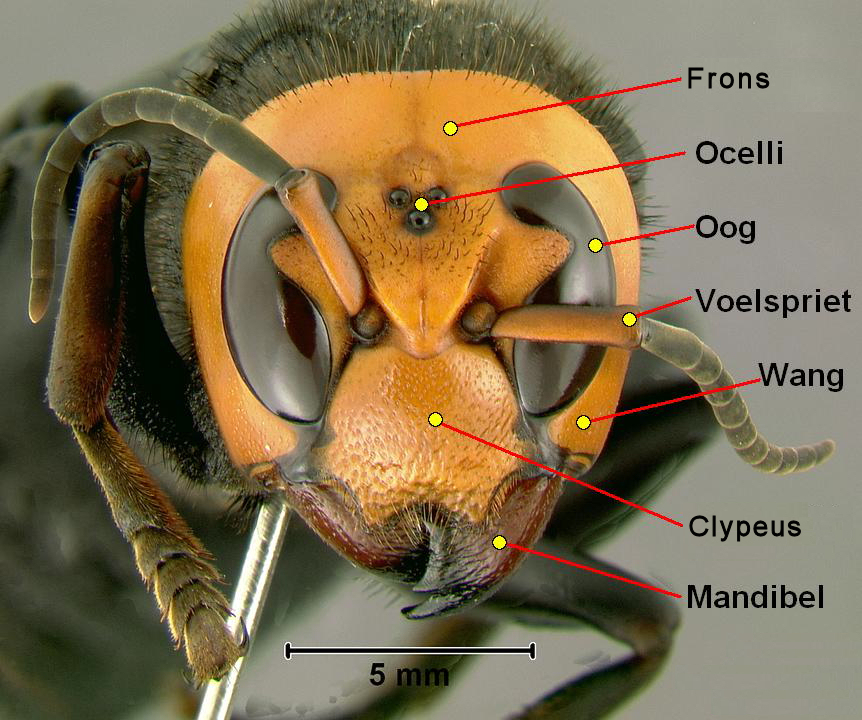
장수말벌의 머리.

말벌들은 모두 성별 무관하고 밝은 주황색 머리통에 갈색 더듬이를 가지고 있으며, 겹눈과 홑눈 모두 암갈색에서 검은색 사이 색을 띤다. 장수말벌은 뚜렷하게 두드러지는 두순과 커다란 눈아래 뺨으로 다른 말벌들과 구분된다. 검은색 이빨이 돋은 주황색 큰턱은 땅을 팔 때 쓰인다. 흉부는 암갈색이고, 날개 한 쌍은 갈색이다. 몸 길이는 3.5-4.5 센티미터, 날개 편 길이는 7.5 센티미터다. 앞다리가 중간다리 및 뒷다리보다 색이 밝다. 앞다리 기부 부분이 앞다리의 다른 부분들보다 색이 어둡다. 복부는 7개 분절로 이루어져 있는데, 제1-제6분절은 한 개 분절 안에 암갈색-검은색 띠와 황금색-주황색(머리통 색과 같은 색) 띠가 하나씩 있고, 제7분절은 황금색-주황색으로만 되어 있다. 독침은 길이 최대 10 밀리미터에 풍부한 독액이 저장되어 있다. 장수말벌 여러 마리에게 동시에 쏘이면 사람도 죽을 수 있다.
여왕벌은 일벌에 비해 상당히 크다. 여왕벌의 체장은 50 밀리미터 넘게 자랄 수 있으며, 일벌은 보통 35 밀리미터에서 40 밀리미터 사이다. 생식기관은 똑같지만 일벌은 불임이다. 수벌은 암벌들과 비슷하지만 독침이 없다. 이것은 벌목 곤충들의 공통된 특징이다.

## 분포

### 자연적 분포

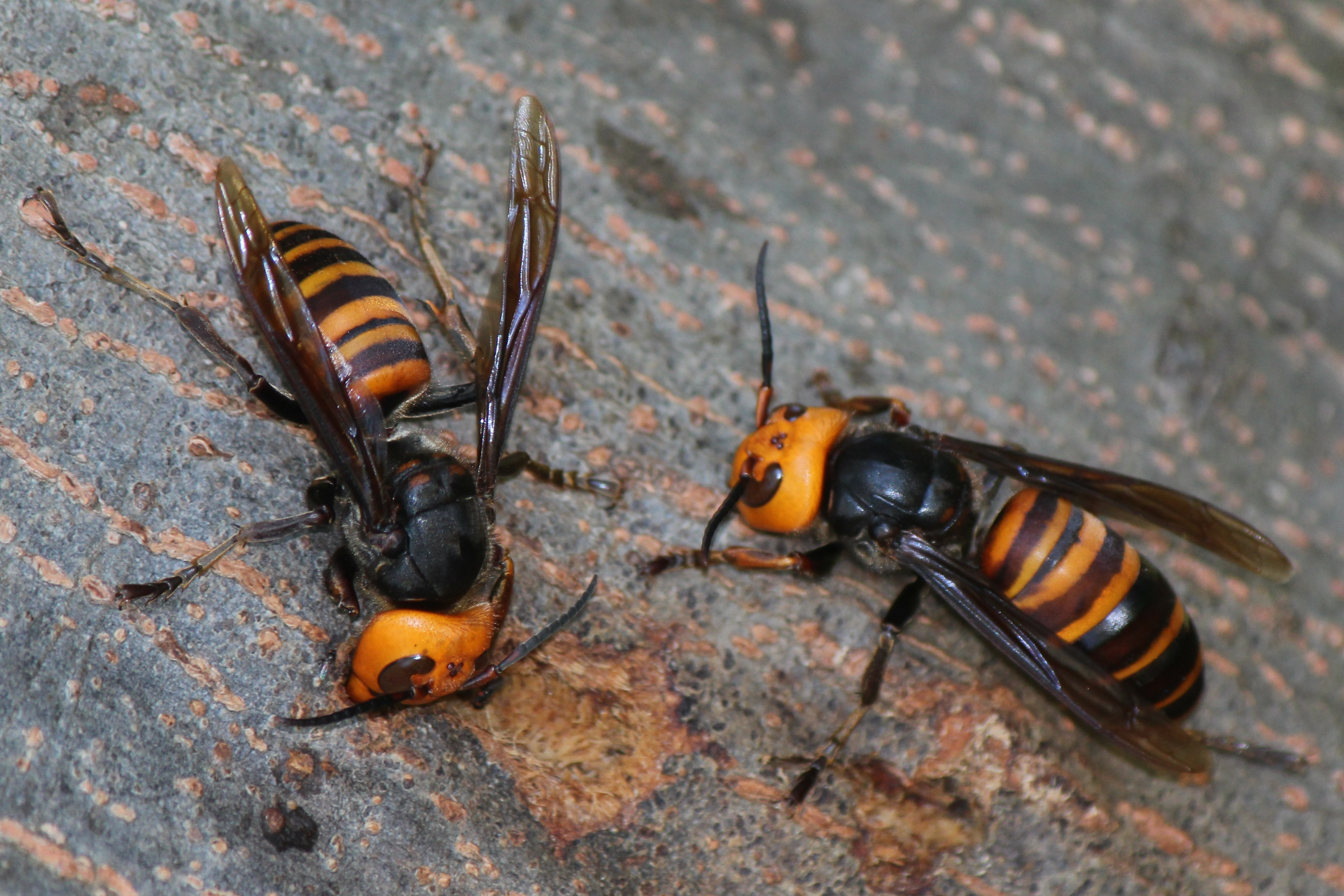
장수말벌 두 마리.

러시아 연방(연해주, 하바롭스키 남부, 유대인 자치주), 한반도 전역, 중국, 일본, 타이완, 인도차이나 반도(라오스, 태국, 캄보디아, 버마, 베트남), 네팔, 인도, 스리랑카 등지에서 발견된다.

### 유입 분포

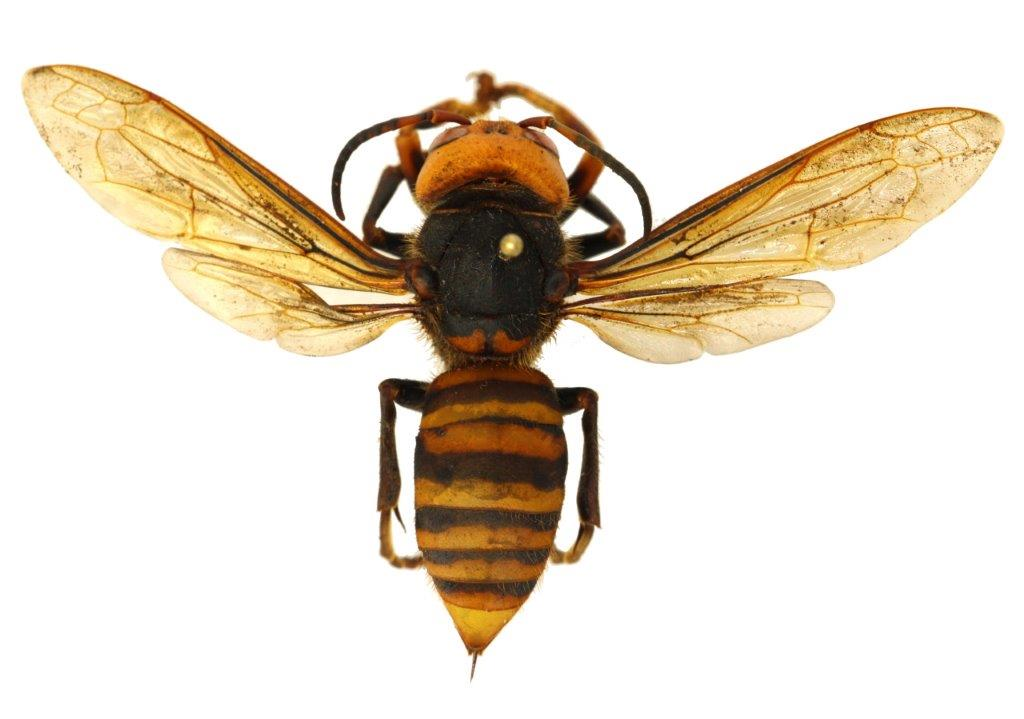
미국에서 발견된 장수말벌 표본.

장수말벌은 원래 북미에 서식하지 않던 종이지만 캐나다와 미국에 외래종으로 유입되었다.
2019년 9월 캐나다 브리티시컬럼비아주 농무부는 장수말벌이 밴쿠버섬에서 발견되었음을 확인했다.
2019년 9월 말, 워싱턴 주 블레인에서 일벌 한 개체가 보고되었고, 10월과 12월 블레인에서 또 다른 일벌이 발견되었다.
2020년 5월 두 개의 표본이 채집되었다. 하나는 블레인에서 북쪽으로 약 13km(8마일) 떨어진 브리티시 컬럼비아주 랭글리에서, 다른 하나는 블레인에서 남동쪽으로 14km(9마일) 떨어진 워싱턴주 커스터에서 수집되었다.
2020년 6월 커스터에서 남쪽으로 24km(15마일) 떨어진 워싱턴 주 벨링햄에서 여왕 한 마리가 목격되었다.
2020년 7월, 짝짓기하지 않은 여왕벌이 커스터에서 서쪽으로 10km 떨어진 워싱턴 주 버치 베이 근처에서 잡혔다.
2020년 7월 워싱턴 주 커스터에서 수컷 말벌이 포획되었다.
2020년 8월 버치 베이(Birch Bay)에서 계급을 알 수 없는 말벌 한 마리가 보고되었고, 다음날 같은 지역에 또 한 마리가 잡혔다.
2020년 9월 21일과 25일에 블레인 남동쪽에서 말벌 세 마리가 발견되었고(두 마리는 죽었다) 9월 29일과 30일에 같은 지역에서 세 마리가 더 발견되어 관계자들은 정확한 위치를 파악하려는 시도가 진행 중이라고 보고했다. 그 지역에 있는 것으로 추정되는 둥지를 파괴하였다.
2020년 10월, 워싱턴 주 농무부는 블레인에 있는 나무 구멍에서 땅 위 2.5미터(8.3피트)에서 수십 마리의 말벌이 들어오고 나가는 둥지를 발견했다고 발표했다.둥지는 다음날 즉시 발견되어 약 100마리의 말벌을 제거하는 등 박멸되었다. 처음에 땅의 주인은 둥지를 돌려달라고 요구했고, 그는 그것을 매물로 광고했다. 지역 양봉가가 그에게서 그것을 구입하여 주 곤충학 팀에 돌려주었다.] 추가 분석 결과, 둥지에는 약 200마리의 여왕벌을 포함해 약 500마리의 살아있는 표본이 있었던 것으로 확인되었다. 이 표본 중 일부는 NMNH Biorepository 영구 극저온 수집품의 일부가 되기 위해 스미소니언 연구소로 보내졌다. 버치(Birch), 블레인(Blaine), 커스터(Custer)의 개별 말벌 포획 장소는 모두 발견된 둥지에서 상대적으로 멀리 떨어져 있었기 때문에 발견되지 않은 여러 개의 살아있는 둥지도 워싱턴 주 내에 존재하는 것으로 추정된다고 발표되었다. 그러나 관리들은 조심스러운 낙관론을 표명하면서 말벌이 이 지역에 정착하기 전에 근절하는 것이 여전히 가능할 수도 있다고 덧붙였다. 캐나다 관계자는 개별 표본이 캐나다에서 발견되었고 일부 둥지가 캐나다에 존재하는 것으로 의심되지만 말벌의 존재는 미국-캐나다 국경 근처 지역에만 있는 것으로 보였고 침입의 중심은 워싱턴에 있는 것으로 보인다고 말했다.
2020년 11월, BC 주 애보츠퍼드(Abbotsford)에서 한 개체가 발견되었다. 결과적으로 브리티시컬럼비아 정부는 Abbotsford 양봉가와 주민들에게 목격 사실을 보고하도록 요청했다.
2020년 11월, BC주 앨더그로브에서 여왕벌이 발견되었다.
2021년 8월, 2020년에 근절된 WSDA 둥지에서 불과 3.2km 떨어진 블레인 근처 워싱턴 주 왓컴 카운티에서 둥지가 발견되었다.  이 둥지는 2주 후인 8월 25일에 파괴되었는데, 이는 새로운 여왕벌이 태어나기 전이었다.
2021년 9월에는 8월에 발견된 둥지 근처인 블레인 근처에서 두 개의 둥지가 더 발견되었으며, 블레인에서 동쪽으로 약 25마일 떨어진 에버슨 근처에서 "잠재적인 목격"이 보고되었다.
브리티시컬럼비아와 워싱턴 유입 개체군의 조상인 모계 개체군을 결정하기 위해 미토콘드리아 DNA 분석이 수행되었다. 이 두 가지 사이의 높은 차이점은 중국, 일본 및 한국 토착 개체군 인구 사이의 상호 거리와 유사했다. 2019년에 수집된 표본이 브리티시컬럼비아의 일본 개체군과 워싱턴의 한국 개체군 두 개의 다른 모계 개체군임을 시사한다. 이는 장수말벌 두 개의 개체군이 별도로 몇 달 안에 북미에서 서로 약 80km(50마일) 이내에 유입되어 발생했음을 시사한다.
2020년 4월, 워싱턴 주 당국은 일반 대중들에게 경각심을 갖고 말벌이 이 지역에 있다면 4월에 활동할 것으로 예상되는 이 말벌들의 목격에 대해 보고해 줄 것을 요청했다. 만약 그것들이 자리를 잡는다면, 말벌들은 "미국의 꿀벌 개체수를 감소시키고 퇴치에 대한 모든 희망을 잃을 수 있을 정도로 깊은 존재감을 확립할 수 있을 것"이다. 그 후 WSDA에 의한 이 종에 대한 "본격적인 사냥"이 진행 중이었다. 미국과 캐나다 국경의 현재 위치에서 확산될 가능성에 대한 두 가지 평가 모델은 말벌이 북쪽으로는 브리티시컬럼비아 해안과 남동부 알래스카, 남쪽으로는 오리건 주 남부까지 확산될 수 있다고 시사했다. 미국 농무부의 농업 연구 서비스는 정상적인 연구 임무의 일부로 유인/유인 개발과 분자 유전학 연구에 참여하고 있으며, 이는 워싱턴의 단기 퇴치 목표의 일환이기도 하다.
2020년, 미국 의회는 내무부 장관, 어류 및 야생동물 국장 및 기타 관련 기관의 제안을 포함하여 장수말벌을 박멸하기 위한 구체적인 법안을 고려했는데, 이는 세출 옴니버스의 수정 사항으로 도입되었다. 브리티시 컬럼비아 농업은 필요하다면 몇 년 동안 지속되는 "긴 싸움"에 대비하고 있다. 인류가 가질 한 가지 이점은 그러한 침입 집단의 다양성이 부족하다는 것이며, 이는 말벌들이 새로운 환경과 도전에 덜 준비되도록 한다는 것이다.
2021년 6월, 워싱턴주 스노호미시 카운티의 메리스빌 근처에서 죽은, 말라버린 수컷 한 마리가 발견되어 WSDA에 보고되었다. 그것의 다른, 더 붉은 색의 형태는 즉시 이미 알려진 일본과 한국의 또 다른 부모 개체군임을 암시했다. USDA APHIS (동물 및 식물 건강 검사국)은 며칠 후 유전자 분석을 수행했고 WSDA와 함께 그것이 관련이 없는 제 3의 집단임을 확인했다. 2020년에 가장 이른 수컷의 출현이 7월이었다는 점을 감안할 때, 6월에 수컷의 발견은 "곤혹스럽다"고 한다. 이것과 그것의 마른 상태는 그것이 2021년에 전혀 출현하지 않았고, 대신에 전년도에 이미 출현한 죽은 표본임을 나타낸다.
WSDA는 2022년 12월에 그 해 주에서 말벌에 대한 "확인된 목격은 없었다"고 발표했다.
그 밖의 유럽과 북미 지역에서 장수말벌을 보았다는 목격담은 대부분 오리엔트말벌이나 등검은말벌, 말벌 등 다른 종을 오동정한 것이다.

## 둥지

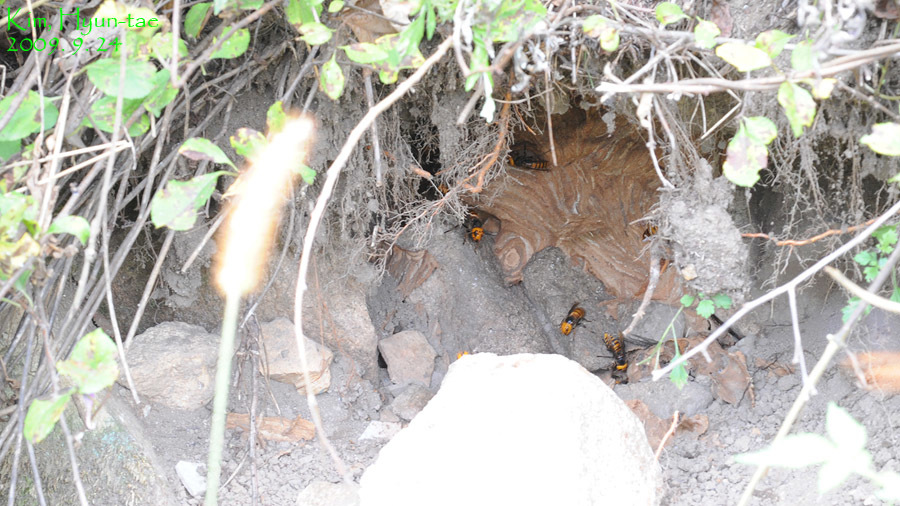
장수말벌 둥지.

장수말벌은 낮은 야산 기슭이나 저지대 삼림에 둥지를 튼다. 장수말벌이나 다른 말벌의나 그 서식지를 보존하기 위한 노력 같은 것은 따로 필요 없다. 다른 말벌 종들과 달리 장수말벌은 거의 무조건 지하에 둥지를 만든다. 31개 둥지를 조사한 결과 그 중 25개가 썩은 소나무 뿌리 속에서 발견되었다. 또한 설치류나 뱀 같은 소혈거동물이 만들어 놓은 땅굴을 재활용하기도 한다. 둥지의 깊이는 대개 6-60 센티미터이고, 땅바닥에서 지하의 둥지까지의 통로 길이는 2-60 센티미터 정도다. 그 통로는 수평일 수도 있고 수직일 수도 있고 경사졌을 수도 있다. 처음 둥지를 세우는 여왕벌은 좁은 공간을 선호한다.
둥지 중심에는 큰 기둥이 있고, 그 밖에 작은 기둥들이 있어서 층층이 만들어진 벌집들을 서로 연결, 지탱한다. 한 둥지는 대개 네 개에서 일곱 개의 벌집으로 이루어져 있다. 꼭대기층의 벌집은 여름이 지나면 버려저서 사용되지 않아 썩게 된다. 가장 큰 벌집은 둥지 가운데에서 바닥 사이에 있다. 현재까지 발견된 가장 큰 말벌속의 벌집은 크기 49.5 cm × 45.5 cm에 벌방 1,192개 (장애물 없음, 원형) 또는 크기 61 cm × 48 cm (나무뿌리 주변에 형성, 타원형)였다.

## 생활사

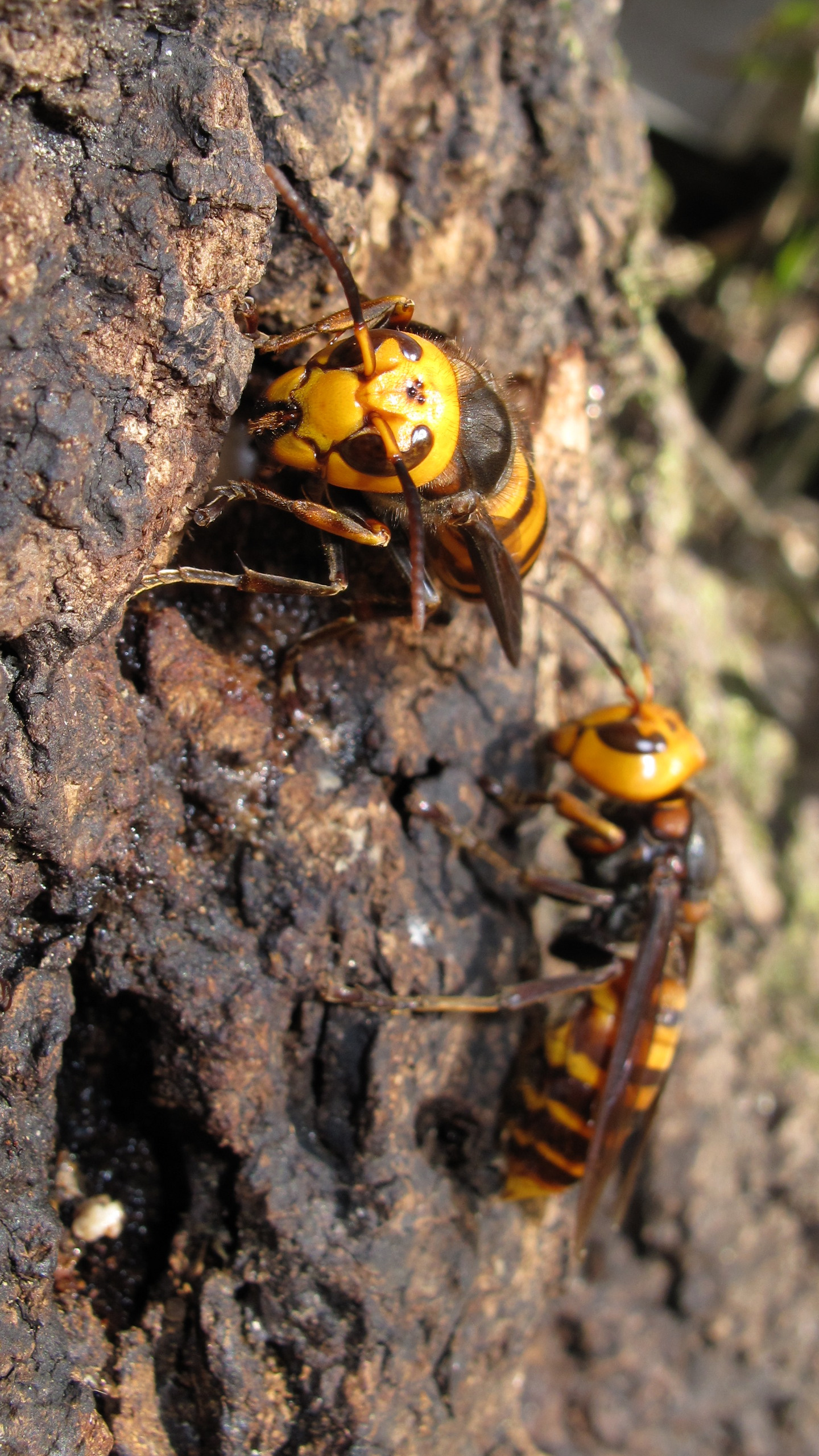
수액을 먹는 장수말벌 암컷.

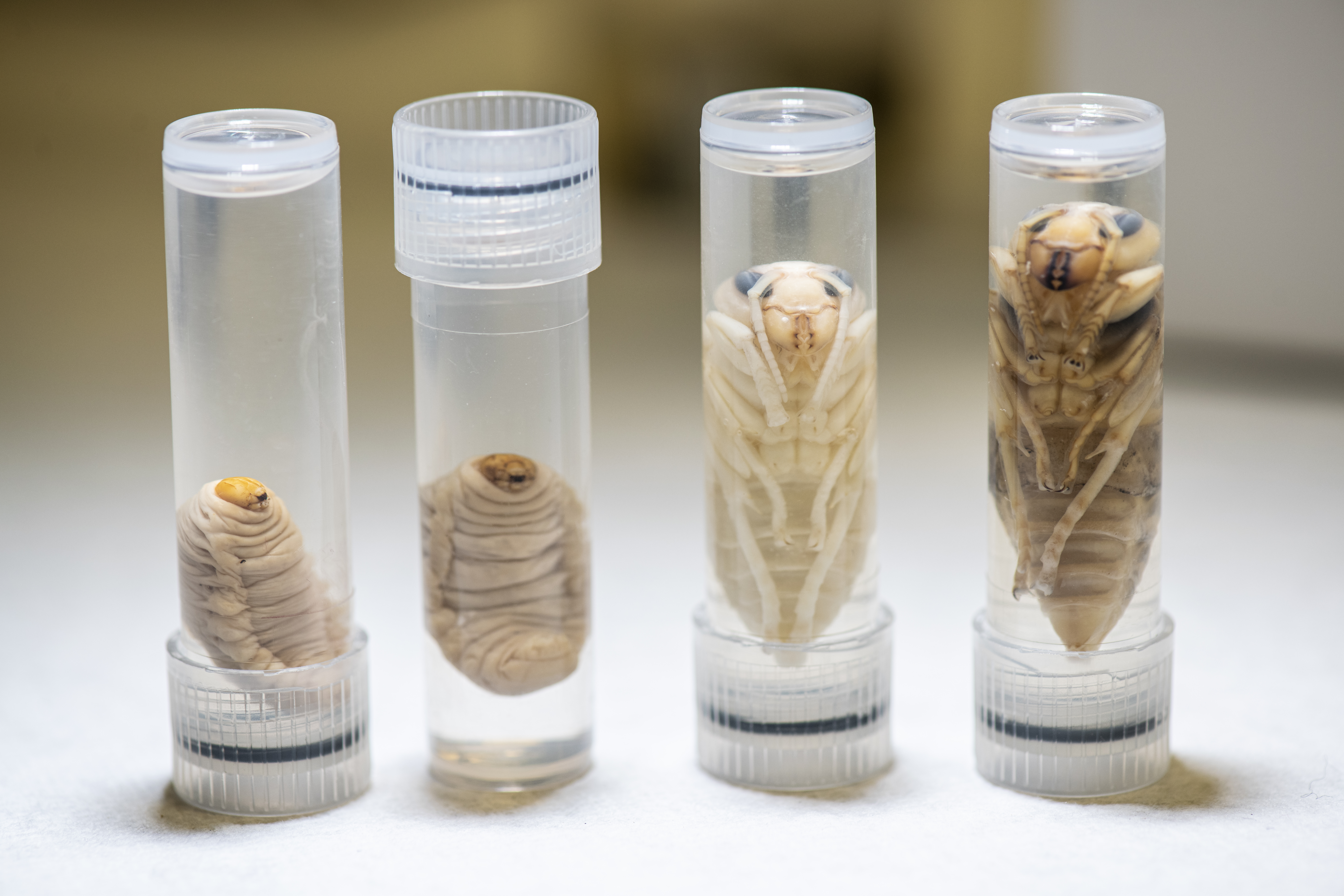
장수말벌의 유충과 번데기

장수말벌의 생활사는 다른 사회성 곤충들과 거의 같다. 한 생활사는 여섯 개의 단계로 이루어져 있다.
둥지짓기 전 시기 (prenesting period)
4월 초에서 4월 중순 사이부터 동면하던 여왕벌들이 나타나기 시작해 참나무속 나무들의 수액을 먹고 살기 시작한다. 여왕벌들 사이에는 순위제가 형성된다. 최상위 여왕벌이 가운데에서 수액을 먹으면 다른 여왕벌들은 그 주변에 원을 치고 기다린다. 최상위 여왕벌이 먹기를 마치면 2선급 여왕벌들이 수액을 먹는다. 이 과정은 최하위 여왕벌까지 식사를 마칠 때까지 반복된다.
단독시기 (solitary period), 협동시기(cooperative period), 중합시기(polyethic period)
작년에 수정된 여왕벌들은 4월 말이 되면 둥지 틀 자리를 찾기 시작한다. 수정되지 않은 여왕벌들은 난소가 제대로 형성되지 못했기 때문에 자기 둥지를 만들러 떠나지 않고 계속 수액을 먹으며 연명하다가 7월 초가 되면 사라진다.
수정된 여왕벌은 상대적으로 작은 벌방들을 만들고 40여 마리의 일벌을 길러낸다. 7월 전까지는 일벌들은 둥지 밖으로 나가지 않는다. 여왕벌은 7월 중순까지 둥지 안팎을 드나들면서 활동한다. 그 뒤 둥지 안에 눌러앉게 되면 그때부터 일벌들에게 바깥일을 시켜 내보낸다. 8월 초가 되면 둥지가 완전히 발달하여 벌집 3 개, 벌방 500 개, 일벌 100 마리 정도를 갖추게 된다. 9월 중순 이후 어미 여왕벌은 알을 더 이상 낳지 않으며, 군락은 애벌레 양육에 집중한다. 10월 말이 되면 어미 여왕벌이 수명을 다하고 죽는다.
해산시기 (dissolution period), 동면시기 (hibernating period)
9월 중순에는 수펄들이, 10월 중순에는 딸 여왕벌들이 후세대 생산을 위한 소임을 행하기 시작한다. 이 때 유성 개체들은 색이 짙어지고, 특히 여왕벌은 체중이 20% 늘어난다. 수펄들은 둥지 입구에 앉아 여왕벌들이 나오기를 기다린다. 여왕벌이 나오면 수펄들이 공중에서 여왕벌에게 들러붙어 공격한다. 여왕벌을 땅바닥에 떨어뜨린 수펄들은 8-45초 동안 교미하고 둥지 입구로 돌아가 다음 여왕벌을 기다린다. 한편 방금 전 교미로 수정된 여왕벌은 멀리 떠나간다. 적지 않은 딸 여왕벌들은 수펄들을 물리치고 수정되지 않은 채 떠난다. 이렇게 교미비행을 마친 뒤 수펄들과 딸 여왕벌들은 옛 둥지로 돌아가지 않는다.
유성 개체들이 발생하여 교미하고 떠나가는 동안, 무성 일벌들은 먹이를 단백질에서 탄수화물로 교체하여 연명한다. 죽어가는 둥지에서 마지막으로 태어난 유성 개체들은 굶어 죽게 된다.
둥지를 떠나간 새 세대의 여왕벌들은 축축한 지하공간에서 발견된다. 여왕벌들은 수정되었는지 여부에 무관하게 한 해 생활사가 끝나면 11월~2월까지 동면에 들어간다.

## 독침
장수말벌의 독침은 길이가 6 밀리미터나 된다. 이 독침으로 주입되는 독액은 대부분의 봉독이 그렇듯이 세포용해 펩티드(특히 마스토파란)가 함유되어 있다. 이 성분들은 인지질분해효소의 작용을 촉진시킴과 동시에, 그 자체로도 인지질분해효소가 들어 있어서 세포조직에 해를 끼친다. 장수말벌에게 쏘이면 “뜨겁게 달군 못이 다리에 박혀 들어오는” 것 같은 느낌을 받게 된다.
또한 장수말벌 봉독에는 만다라톡신이라는 신경독이 함유되어 있다. 만다라톡신은 분자량 약 20 킬로돌턴의 단일사슬형 폴리펩티드다. 한 번 쏘인다고 죽지는 않지만, 여러 마리에게 동시에 쏘이거나 한 마리에게 여러 번 쏘이는 등 충분히 많은 양의 독액이 주입되면 위험하다. 알레르기가 있는 사람이 쏘이면 죽을 위험이 더더욱 커진다. 일본에서는 매년 30에서 40명이 장수말벌 독침에 쏘여 죽는다.
중국에서는 10방 이상 쏘인 사람은 병원을 찾아야 하고, 30방 이상 쏘인 사람은 응급처치를 받아야 한다고 권고하고 있다. 또한 장수말벌의 독침은 신부전도 일으킬 수 있다. 2013년 한 해 동안 중국 섬서성에서 장수말벌 독침으로 41명이 죽고 1,600명이 부상을 당했다.
장수말벌 독액 주입의 치사율은 주로 알레르기로 인한 과민증이나 심정지와 관련이 있다. 그 밖에 매우 많은 횟수를 쏘인 사람이 다발성 장기부전을 일으켜 죽은 드문 사례가 있다. 장수말벌에게 쏘여 다발성 장기부전으로 죽은 사람들은 피부출혈과 괴사도 나타났는데, 이것 역시 드문 현상이다. 피부출혈과 괴사의 원인은 신체가 독액을 중화시키는 데 실패했거나, 비정상적으로 많은 독액이 주입된 결과로 보인다. 어느 경우건 그것이 다발성 장기부전으로 이어질 수 있다. 쏘인 모든 사람에게 병변과 괴사가 나타나지는 않지만, 쏘인 횟수와 심각성 사이에는 강한 상관관계가 있다. 쏘여 죽은 사람들은 평균 59회(표준편차 12회)를 쏘였고, 생존자는 평균 28회(표준편차 4회)를 쏘였다.
국립수목원은 경북대학교(최문보 교수)와 공동연구를 통해 말벌에 관련된 연구를 진행해 왔고, 특히 4년 동안 수천 마리의 말벌을 모아 장수말벌, 등검은말벌 포함, 말벌류 5종의 독성을 측정하여 꿀벌의 독과 비교하였다. 그 결과, 흔히 장수말벌이 꿀벌의 독보다 작게는 백배, 크게는 수백 배 강하다는 말은 사실이 아님이 밝혀졌다. 말벌 독을 정제해서 실험용 쥐를 이용한 반수치사량(LD50, 정제한 독을 실험동물에 주입하여 실험에 사용된 동물의 반수가 죽는 독의 양)을 측정하였는데, 장수말벌의 독은 꿀벌과 비교했을 때 약 1.3배 정도만 강했다. 그러나, 말벌은 꿀벌과는 달리 침이 일회성이 아니라 연속적으로 쏠 수 있으며, 꿀벌보다 약하라더라도 한 번에 주입되는 독의 양이 꿀벌보다 많고 집단공격을 하므로 더욱 위험하다.

## 사회성

모여있는 장수말벌

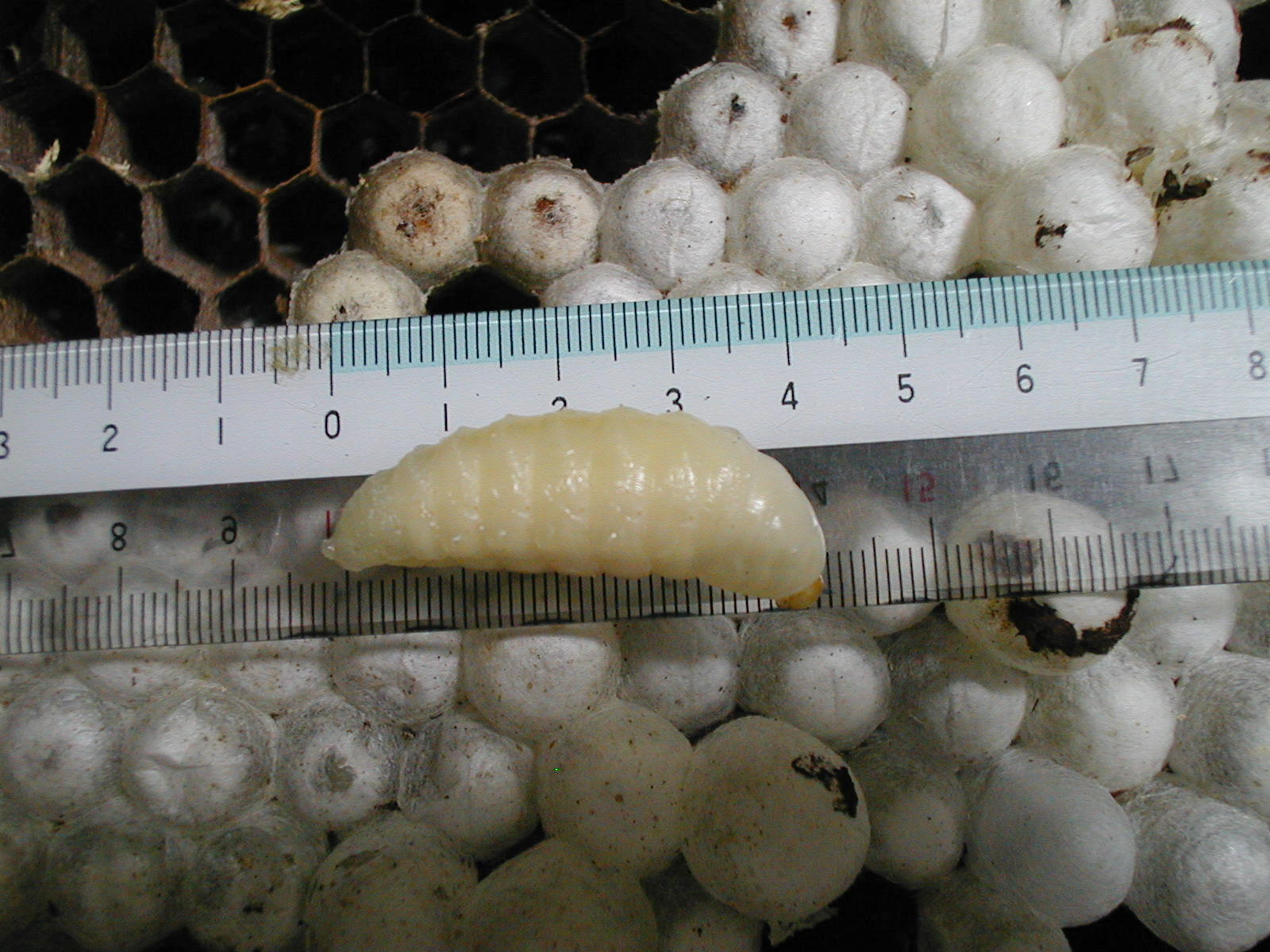
장수말벌 유충

장수말벌은 시각신호와 화학신호를 모두 항법에 사용한다. 먹이가 있는 곳에 냄새 표시를 남기면 군락의 다른 말벌들이 그리로 인도된다. 장수말벌은 더듬이가 손상된 상태에서도 항법할 수 있다. 목적지를 완전히 찾을 수 없게 만들려면 눈을 못 쓰게 만들어야 한다. 이것은 화학신호도 중요하지만, 개체 단위에서는 시각신호 역시 똑같이 중요한 역할을 함을 시사한다. 또한 발견되는 행동으로는 여왕벌을 핥고 깨무는 일벌들로 이루어진 "궁정"을 만드는 것이 있다. 이렇게 함으로써 일벌은 여왕벌의 페로몬을 섭취한다. 장수말벌 여왕벌은 페로몬을 통해 궁정의 일벌들과 직접 소통하고, 나머지 일벌들은 궁정의 일벌들이 섭취한 페로몬을 통해 간접 소통하는 것일 수도 있다. 다만 후자의 경우 뒷받침할 수 있는 직접적인 증거가 수집된 바 없기 때문에 아직은 추측의 영역에 머무르고 있다. 또한 장수말벌은 음향으로도 의사소통한다. 배가 고파진 유충은 아래턱으로 벌방 벽을 긁어댄다. 장수말벌 성충은 자신들의 텃세권에 들어온 다른 생물에게 경고의 표시로 아랫턱을 씹는 소리를 낸다.
장수말벌은 사회성 벌들 중 먹이가 있는 곳에 냄새 신호를 남긴다는 것이 알려진 유일한 종이다. 제6흉판의 판 데르 페흐트 분비선에서 화학물질이 분비된다. 이 행동은 가을철에 주로 먹이로 삼는 꿀벌 군락에 무리지어 공격할 때 특히 자주 관찰된다. 장수말벌이 아무리 강해도 개체 혼자서는 꿀벌 군락을 털어먹을 수 없다. 동양의 재래꿀벌 같은 종들은 후술할 것과 같이 말벌류의 공격에 대한 효과적인 방어수단을 가지고 있기에 더욱 그러하다. 그래서 장수말벌은 무리를 지어 꿀벌 군락을 털어먹으며, 장수말벌의 조직적인 공격은 수만 마리 꿀벌이 서식하는 군락을 완전히 초토화시킬 수 있다.

## 종간 상호작용

### 말벌속의 우점종
일본의 연구결과에 따르면, 일본에 서식하는 말벌속의 네 가지 종(꼬마장수말벌, 말벌, 좀말벌, 장수말벌)을 관찰한 실험에서, 장수말벌이 우점종으로 나타났다. 이것을 밝혀내기 위해 여러 가지 매개변수가 도입되었다. 첫 번째 매개변수는 상호작용 매개적 이탈(interaction-mediated departures)이다. 말인즉슨 한 종이 있는 자리에 더 우월한 종이 도착했을 때 열위의 종이 도망가는지 여부이다. 이 현상이 나타나는 비율은 장수말벌에게서 가장 낮았다. 두 번째 매개변수는 서식지 진입 미수(attempted patch entry)다. 관찰된 시간 동안, 이종간 상호작용보다 동종간 상호작용에서 서식지 침입이 거부되는 경우가 더 많았다. 마지막 매개변수는 풍이나 왕알락그늘나비(Neope niphonica), 시칠리아그늘나비(Lethe sicelis) 같은 수액을 먹는 다른 곤충들과 싸움이 붙었을 때 누가 이기느냐는 것이다. 총 57회의 싸움에서 장수말벌은 왕알락그늘나비에게 딱 한 번 지면서 98.3%의 승률을 거두었다. 이 모든 결과를 종합해 보았을 때, 장수말벌은 말벌속 중 생태적, 행동적 상호작용에서 가장 우세적인 우점종임을 확인할 수 있다.
장수말벌은 다른 말벌 종보다 더 광범위한 먹이활동 범위를 가지고 있다. 이들은 둥지에서 2km 이내에 위치한 먹이를 공격하는 경향이 있지만 먹이를 찾아 8km까지 이동하는 것으로 알려져 있다. 이 말벌들은 봄철 동안 자원을 두고 경쟁할 때 매우 적극적이다. 예를 들어, 장수말벌은 나무 위 수액이 나오는 곳 주변에 모여들어 다른 말벌 종들이 먹이를 먹는 것을 막는다.

### 포식성

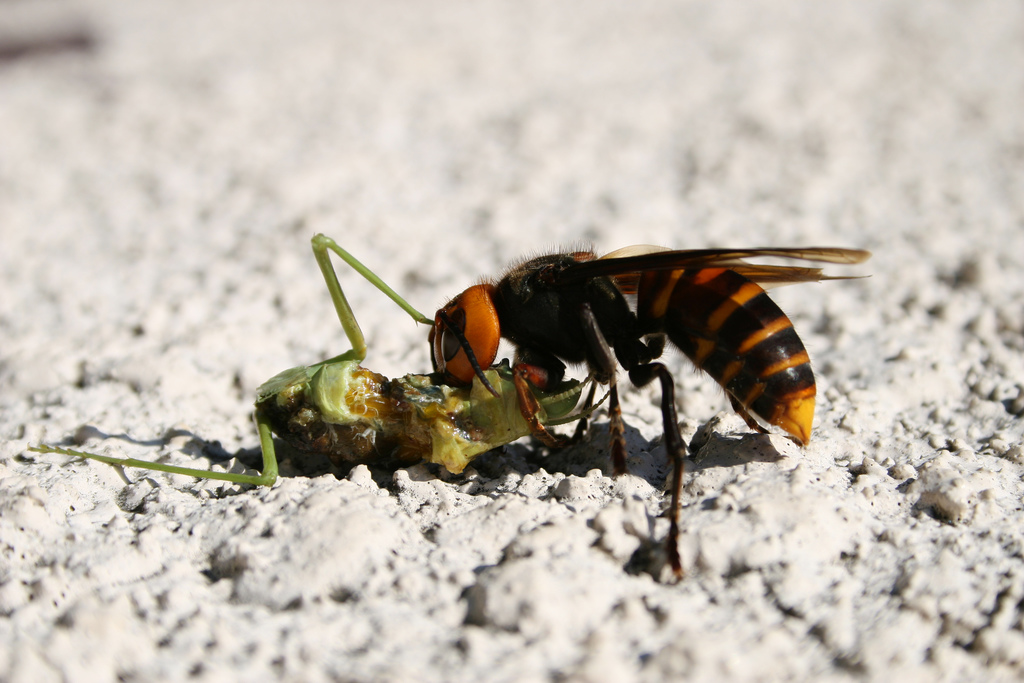
사마귀를 잡아먹는 장수말벌.

장수말벌은 매우 다양한 곤충을 포식한다. 곤충 먹이는 둥지에서 자라는 유충에게 중요한 단백질 공급원이며, 주로 큰 딱정벌레 종을 먹이로 한다. 접근 가능하다면, 이 말벌은 박각시 유충, 사마귀, 꿀벌과 다른 말벌들도 잡아먹는다.
장수말벌이 가장 선호하는 먹이는 꿀벌과 말벌의 유충이다. 장수말벌은 다른 벌 종의 군락에 쳐들어가 성충, 번데기, 유충을 모조리 털어와 자기네 유충의 먹이로 삼는다. 꿀벌 같은 꽃벌류 뿐 아니라 털보말벌 같은 다른 말벌까지도 먹이로 삼는다. 때로는 다른 장수말벌의 군락에 쳐들어가 전쟁을 벌이기도 한다. 우선 일벌 한두세 마리가 척후로서 표적이 될 군락에 조심스레 접근하고, 페로몬 표시를 남기면 동료 일벌들이 떼로 몰려온다. 장수말벌은 꿀벌 군락을 완전히 초토화시킨다. 특히 서양산 양봉꿀벌이면 속수무책으로 털려나간다. 장수말벌 한 마리가 1분에 꿀벌 40마리를 죽일 수 있는데, 주무기는 큼직한 턱으로, 꿀벌을 붙잡아 목을 잘라 죽인다. 꿀벌은 독침으로 반격하지만 장수말벌이 크기가 다섯 배가 넘을 뿐더러 외골격이 견고하기 때문에 아무 소용이 없다. 50마리 정도의 장수말벌이 몇 시간 만에 수천 마리의 꿀벌을 전멸시킬 수 있다. 장수말벌의 항속거리는 하루에 100 킬로미터 정도이고, 비행속력은 최대 시속 40 킬로미터 정도이다.
장수말벌 유충은 고깃덩어리를 소화할 수 있지만 성충은 소화할 수 없다. 성충은 잡아 죽인 먹이의 체액을 빨아먹을 뿐이며, 큰턱으로 먹이를 다져 고기경단으로 만드는 것은 유충을 먹이기 위한 것이다. 말벌속에 속하는 벌들 뿐 아니라, 일반적으로 사회성을 가진 사냥벌들의 유충은 고기를 먹고 소화한 아미노산을 투명한 액체 형태로 분비한다. 이 아미노산 분비액의 성분은 종마다 다른데, 성충은 필요에 따라 유충에게서 아미노산 분비액을 섭취하여 먹이로 삼는다.

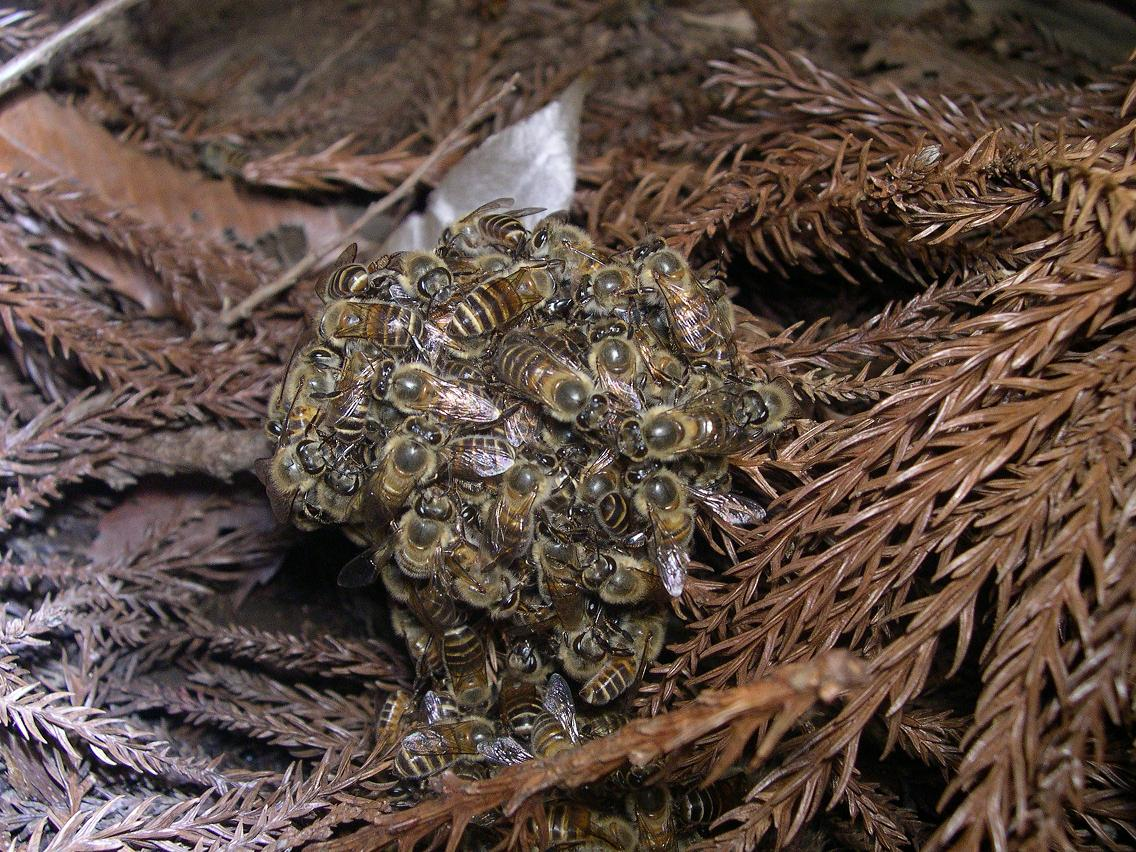
황말벌 주위에 들러붙어 죽이고 있는 재래꿀벌. 이것은 장수말벌에게도 유효하다.

한국을 포함한 동양의 양봉가들은 서양의 양봉꿀벌이 꿀 생산량이 높음을 보고 도입해 왔다. 하지만 이들 서양산 꿀벌은 말벌들의 공격에 방어수단이 없기 때문에 군락이 말벌들의 공격에 쉽게 붕괴한다. 조금밖에 안 되는 장수말벌이 양봉꿀벌의 군락을 순식간에 전멸시킬 수 있지만, 오랜 세월 말벌들과 함께 살아온 동양의 재래꿀벌은 효과적인 전략을 마련해냈다. 척후 말벌이 재래꿀벌 군락을 발견하고 페로몬을 발하면, 그것을 감지한 재래꿀벌 수백 마리가 군락 입구를 열고 입구 주변에 숨는다. 척후 말벌이 입구에 들어서면 대기하고 있던 꿀벌들이 말벌을 덮쳐 공 모양으로 완전히 둘러싼다. 이것을 봉구(蜂球)라고 한다. 봉구의 꿀벌들은 죽을 힘을 다해 날개근육을 진동시킨다. 이것은 벌집이 너무 추워지면 온도를 높이기 위해 취하는 행동과 같은 것인데, 그 결과 봉구 안의 온도는 섭씨 46도까지 올라간다. 또한 꿀벌들이 큰 에너지를 소모하면서 봉구 안의 이산화탄소 농도도 높아진다. 이산화탄소가 고이면 봉구 중심의 온도는 섭씨 50도까지 올라간다. 그러면 말벌은 고온 고압을 못 견디고 죽는다. 이 과정에서 꿀벌 몇 마리도 죽지만, 척후 말벌을 조기에 처치함으로써 군락 전체가 전멸하는 사태를 막을 수 있다.
상세한 연구 결과, 모든 경우에 이런 행동이 나타나는 것은 아니며, 서로간에 무익한 분쟁을 피하기 위한 전략을 양자 모두 개발하고 있음이 시사된다. 척후 말벌을 발견한 꿀벌들은 봉구를 만드는 대신 “내가 너를 보았다”는 협박성 신호를 먼저 보내서 공격을 단념하게 한다. 다만 이것은 등검은말벌에 대해 이루어진 연구이다. 그 외에 재래꿀벌이 말벌이 침입했을 때 하는 행동으로는 군락으로 복귀할 때 엄청나게 빠른 속도로 비행하는 것이 있다. 공중전에서 우세한 말벌의 공격을 피하기 위한 것이다.

### 천적
인간을 제외한 천적은 잘 알려져 있지 않지만, 다른 말벌 종류에서 보편적으로 알려진 천적인 오소리, 곰, 직박구리, 때까치 등이 천적이 될 수 있다. 나뭇가지에 장수말벌이 꽂혀져 있으면 때까치가 장수말벌 사냥한 것이다. 곤충 중에서는 사마귀와 파리매가 말벌의 포식자로 알려져 있으나, 이 두 곤충이 장수말벌을 포식하는지는 아직 알려지지 않았다.

#### 기생 생물
말벌부채벌레(Xenos moutoni)라는 부채벌레는 말벌속의 종에 매우 흔하게 기생한다. 한 연구에서는 장수말벌 암펄의 4.3%가 이 기생충에 감염되어 있었다. 수펄은 전혀 기생되지 않는다. 기생하는 부채벌레의 머리 크기와 숙주의 머리 크기는 양의 상관관계가 있다. 부채벌레에게 기생당하면 다음 해 세대의 생식을 할 수 없게 된다. 즉 부채벌레에게 기생당한 여왕벌들은 교미하지 않은 여왕벌들과 마찬가지로 군락을 만들지 못하고 나무 수액을 먹고 살다가 가을에 죽는 운명을 맞게 되는 것이다. 다른 말벌들의 경우 수펄 역시 기생당할 수 있다. 결과는 마찬가지로 불임이 된다.
장수말벌집대모꽃등에라는 꽃등에는 유충일 때 장수말벌의 벌집에 기생한다.

### 이용
장수말벌을 포함한 말벌류의 집을 '노봉방'이라고 하며, 약재로 이용한다. 노봉방은 둥지만 이용하기도 하고, 유충과 성충을 함께 이용하기도 한다. 항암 작용·응혈(凝血) 촉진 작용·강심(强心) 작용·이뇨 작용·일시적 혈압 강하 작용 등이 실험에서 밝혀졌다. 그러나 일반인이 말벌주를 만들거나 말벌을 꿀에 절여 불법으로 제조하여 판매하는 것은 식품위생법 위반 행위로 처벌될 수 있다. 부산식약청 관계자는 “말벌은 식품의 원료로 사용할 수 없다”며 “건강정보프로그램 중에는 식품의 원료로 사용할 수 없는 것을 효능만을 강조해서 소개하는 경우도 있으니, 잘 알려지지 않은 식품은 섭취하여도 되는지 여부를 꼭 확인해야 한다”고 당부했다.
장수말벌 유충은 사람들이 요리해서 먹기도 한다.